# Jüdischer Friedhof (Duisburg-Hamborn)

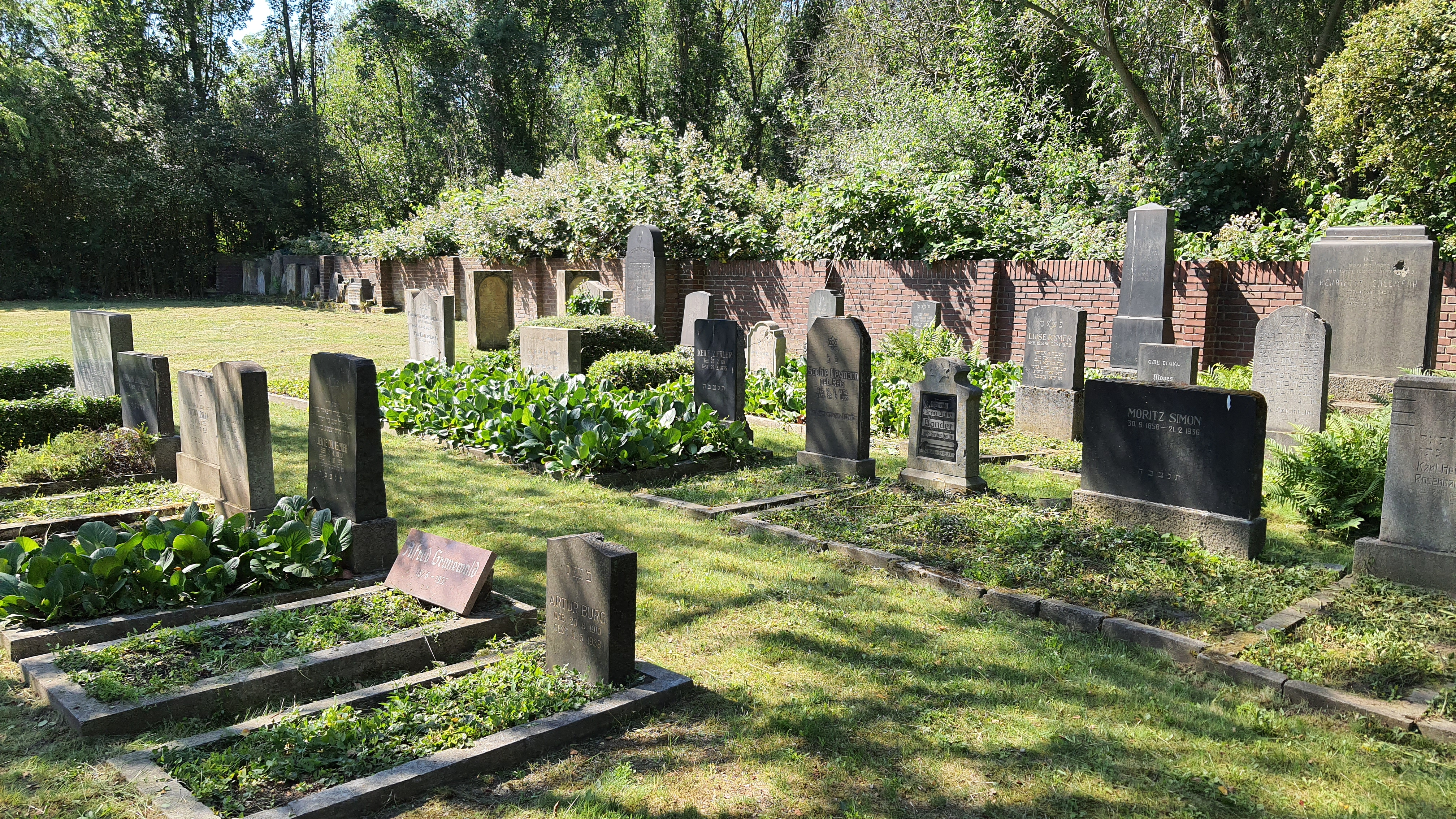
Jüdischer Friedhof Duisburg-Hamborn (2020)

Der Jüdische Friedhof Duisburg-Hamborn befindet sich in der kreisfreien Stadt Duisburg in Nordrhein-Westfalen.
Der jüdische Friedhof liegt in der Mattlerstraße („Am Mattlerbusch“) im Duisburger Stadtbezirk Hamborn. Auf dem Friedhof, der von 1925 bis 1956 belegt wurde, befinden sich 67 Grabsteine.